# Wildside Press
Wildside Press este o companie editorială independentă din Cabin John, Maryland, Statele Unite ale Americii. A fost fondată în 1989 de John Betancourt și Kim Betancourt. În timp ce compania a fost inițial concepută ca editură de ficțiune speculativă atât în ediții comerciale, cât și în ediții limitate, orientarea ei s-a extins de atunci, atât în ceea ce privește conținutul, cât și formatul.
Site-ul său web menționează publicarea unor lucrări de mister, dragoste, science fiction, fantezie și non-ficțiune, precum și cărți audio, CD-uri, cărți electronice și reviste. Wildside Press a publicat aproximativ 10.000 de cărți prin mijloace tradiționale și prin mijloace digitale (în cazul tipăririi la cerere).

## Scriitori
Editura a publicat lucrările mai multor scriitori contemporani, precum Lloyd Biggle Jr., Alan Dean Foster, Paul Di Filippo, Esther Friesner, ST Joshi, Snowdon King, Paul Levinson, David Langford, Nick Mamatas, Brian McNaughton, Vera Nazarian, Paul Park, Tim Pratt, Stephen Mark Rainey, Alan Rodgers, Darrell Schweitzer, Lawrence Watt-Evans și Chelsea Quinn Yarbro.
În afară de scriitorii mai noi, compania a continuat să publice lucrările unor autori în vârstă precum James Branch Cabell, H. Rider Haggard și Clark Ashton Smith, precum și a unor scriitori mai puțin cunoscuți precum R.A. Lafferty. Editura are un proiect de retipărire a unor numere mai vechi ale unor reviste pulp, precum The Phantom Detective, Secret Agent X și The Spider.
Wildside Press a publicat, de asemenea, seria de zece cărți Weird Works a lui Robert E. Howard, care cuprinde totalitatea scrierilor lui Howard, publicate în revista pulp Weird Tales, și restaurat la textele originale ale revistei.

## Mărci editoriale
- Borgo Press
- Cosmos Books[3]
- Point Blank

## Reviste

### Actuale
- Adventure Tales
- Black Cat Mystery Magazine
- Sherlock Holmes Mystery Magazine
- Weirdbook

### Desființate
- Cat Tales: The Magazine of Fantastic Feline Fiction[4][5]
- H. P. Lovecraft's Magazine of Horror
- Strange Tales
- Underworlds: The Magazine of Noir and Dark Suspense[necesită citare]
- Weird Tales

## Ebook-uri
În afară de vânzarea de cărți electronice pe site-ul propriu și pe site-ul altor librării, Wildside Press menține o pagină „Freebies” pe care vinde compilări săptămânale de tip „megapack” sau „minipack”.

## Legături externe
- Site web oficial
- Interviu cu 7 întrebări cu John Betancourt Arhivat în 5 martie 2014, la Wayback Machine.